# Данила Пронский
Данила Пронский (умер после 1378) — князь Пронский (1372 — после 1378), под таким именем упоминается в летописной повести о битве на Воже в качестве участника сражения.
Занял пронский престол по смерти Владимира Дмитриевича, в битве на Воже командовал одним из фланговых полков (всего полков было три).
Л. Войтович отождествляет Даниила с сыном Владимира Дмитриевича Фёдором, братом Ивана Владимировича Пронского и Рязанского.

## Семья
О жене и детях Данилы Пронского сведений не сохранилось.